# キ105 (航空機)
国際 キ105
- 用途：輸送機
- 製造者：日本国際航空工業
- 運用者：大日本帝国（陸軍）
- 初飛行：1944年（昭和19年）12月
- 生産数：9機
- 生産開始：1944年（昭和19年）12月
- 退役：1945年（昭和20年）9月
- 運用状況：試作のみ

キ105は、第二次世界大戦時の大日本帝国陸軍の試作輸送機。開発・製造は日本国際航空工業。本機の名称としてよく紹介される「鳳（おおとり）」という名称は、国際における社内名称であり、文献によっても表記に違いがある。アメリカ軍によるコードネームはBuzzard（バザード、「ハゲタカ」の意）。

## 開発
1943年（昭和18年）から国際では大型輸送用グライダーの開発を進めていたが、1944年（昭和19年）8月に完成した軍用グライダーク7-IIを審査した帝国陸軍は、この機体をエンジン付きの輸送機とするように指示を出した。アメリカ軍の徹底した通商破壊作戦により、東南アジアにおける制海権を奪われた状況下で、帝国陸軍は南方から油槽船にかわって、ク7-IIを改修した輸送機数百機による区間分割輸送を用いて「内地へ10~20パーセントでも多く燃料輸送を行なう」という奇想天外な非常対策を実施しようと計画した。
その際の要望として
- 4tの積載物、または40名の兵員輸送が可能なこと。
- 航続距離は1,500km以上。
- 大量生産が可能なこと。

をあげていた。
試作名称（キ番号）キ105と名づけられた機体は、ク7-IIの試作第2号機を改造する形で同年11月に試作機が完成した。機体はク7同様中央胴体に双側胴と高翼式の主翼を組み合わせた双胴式で、積載物の積み下ろしが容易な形態になっていた。またエンジンを2機搭載するため、側胴の前部はやや延長されていた。中央胴体は軽合金製だが、その他の部分は木製であった。燃料タンクは、ナセル内に主タンク、中央翼前縁に補助タンクを設けた。エンジンは当初ハ13（450hp）を搭載したが、出力不足のためハ26-IIまたはハ102に換装した。
同年12月の飛行審査の結果は良好で、制式採用の手続きはとられなかったものの1945年（昭和20年）3月までに300機完成との量産指示が陸軍から出された。

## 運用
陸軍の量産指示に対し、国際では京都周辺の木工家具工場を総動員して（組み立て場所として小学校の講堂も利用したという）量産体制を引いたが、空襲の激化や物資不足、工員の徴兵や学徒動員による錬度低下などから生産ははかどらず、生産工場の被爆などにより終戦までに9機しか完成しなかった。完成した機体は滋賀県の八日市飛行場において行われた訓練に使用されたが、空襲により破壊され（完成機10機、飛行検査終了7機という説もある）残存機も終戦と同時に焼却された。通常の輸送機型（キ105甲）の他に燃料輸送型（キ105乙）も計画されたが、終戦により完成することなく終わった。

## 評価
開発が数年早く実施され戦略兵器として活用されれば、戦局に大きな影響を与えうる機体のひとつであったと評価される一方で、約2,500kmも離れた東南アジアから日本本土に到達するまでに搭載燃料の大半を消費し、それどころか日本から東南アジアへの往路にも燃料が必要であった。さらに、制空権を喪失した後で、燃料を満載して低速かつ鈍重の機体が連合国の戦闘機から逃れられる保障は無く、「絶望的な状況で・・・ほとんど正気の沙汰とは思えない」といった否定的な意見もある。

## 要目
- 全長:19.92m
- 全幅:35.00m
- 全高:5.90m
- 主翼面積:112.5m2
- 自重:7,080~8,000kg
- 全備重量:10,380~12,500kg
- エンジン:ハ26-II 空冷式複列星型14気筒 940〜950hp または ハ102空冷式複列星型14気筒 1050hp ×2
- プロペラ:ハミルトン定速三翔 D=2.90m
- 巡航速度:220~180km/h
- 最高速度:270~300km/h（高度2,300m）
- 実用上昇限度 5,000m
- 上昇時間:6分16秒/2,300m
- 航続距離:1,500〜2,500km
- 乗員:4~5名+兵員40名
- 積載量:3,300~4,500kg

## 関連書籍
- 小川利彦 編『日本航空機大図鑑1910年-1945年』下巻 国書刊行会 1993年 ISBN 4-336-03346-3